# Heinrich Herbst
Heinrich Herbst var en orgelbyggare i Magdeburg. Han byggde 1718 en orgel med 74 stämmor till Dom zu Halberstadt, Halberstadt.